# ابوعبدالله محمد بن عیسی ماهانی
ابوعبدالله محمد بن عیسی ماهانی (زاده حدود ۲۱۰ / ۸۲۰ - درگذشته حدود ۲۷۵ / ۸۸۴ (میلادی))، ریاضیدان، مهندس، منجم و نویسنده ایرانی و مسلمان قرن سوم هجری قمری بود (برابر با قرن نهم میلادی) که در ماهانِ از توابع شهر کرمان در ایران زاده شد.
تاریخ تولد و وفاتش به طور دقیق معلوم نیست ولی با توجه به مدارک موجود می‌توان حدس زد که وی در حدود سال ۲۱۰ هجری قمری به دنیا آمده و در حدود ۲۷۵ هجری قمری درگذشته‌است. او ریاضی‌دانی بزرگ و مهندسی خوش فکر، منجمی زبر دست و نویسنده‌ای توانا بود و در شهر بغداد در عراق زندگی می‌کرد.

## ریاضی و هندسه
تخصص اصلی وی در هندسه و ریاضیات محض بود و آثار متعددی در این رشته‌ها دارد که مهم‌ترین آن‌ها تفسیر المقاله العاشره من کتاب اقلیدس است که هم اکنون در کتابخانه ملی فرانسه نگهداری می‌شود. معادله درجه سوم را به وی نسبت می‌دهند که در بین دانشمندان اسلامی به معادله ماهانی موسوم است. (معادله ماهانی: {\displaystyle x^{3}+c^{2}b=cx^{2}})
ماهانی بخش عمده‌ای از زندگی خود را صرف ساختن واژه‌ها و اصطلاحات فنی کرد و قسمت‌های مهمی از اصول اقلیدس را تفسیر و تشریح کرد.

## نجوم
ابن یونس در زیج کبیر حاکمی از رصدهای زیر که ماهانی از سال ۲۳۰ تا سال ۲۵۲ انجام داده نام برده و آن‌ها را مورد استفاده قرار داده‌است.
- رصد خسوف سال ۲۳۹ هجری قمری
- رصد خسوف سال ۲۴۰ هجری قمری
- رصد خسوف سال ۲۵۲ هجری قمری
- رصد کسوف سال ۲۵۲ هجری قمری
- رصد قران زهره و زحل سال ۲۴۴ هجری قمری
- رصد قران زهره و عطارد سال ۲۴۴ هجری قمری
- رصد قران زهره و مریخ در سال ۲۵۰ هجری قمری

او همچنین آثار متعددی در نجوم دارد. مهم‌ترین اثر او با مقاله فی معرفه السمت لای ساعه اردت و فی ای موضع اردت است که هم اکنون در استانبول موجود است.

## آثار
- مسئله فی المشکل من النسبه یا کتاب النسبه یا فی النسبه
- مقاله فی معرفه السمت لای ساعه اردت و فی ای موضع اردت: در استانبول موجود است.
- تفسیر المقاله العاشره من کتاب اقلیدس: در کتابخانه ملی فرانسه موجود است.
- شرح مقاله پنجم کتاب اصول اقلیدس (در الفهرست ابن ندیم و کشف الظنون)
- شرح مقاله دوم کتاب کره و استوانه ارشمیدس (خیام در جبر المقابله)
- فی ست و عشرین شکلا من المقاله الاولی من اقلیدس آلتیی لما یحتاج فی شیی منها الی الخلف
- اصلاح کتاب مانالاوس فی الاشکال الکریه
- زیج (محمد بن ابوبکر فارسی در زیج ممتحن مظفری که نسخه آن در کمبریج موجود است)
- عروض کواکب
- کتاب در بیان بیست و شش شکل از کتاب اقلیدس (که محتاج به برهان خلف نیستند)[۶]